# Jeanne d'Arc (schip, 1964)
De Jeanne d'Arc is een Frans trainingsschip dat in oorlogstijd kan omgevormd worden tot helikoptermoederschip. De kiel werd gelegd in 1959 en het schip werd in de vaart genomen in 1964. Het schip is 182 meter lang en 24 meter breed met een diepgang van 7,3 meter. Het schip wordt aangedreven door twee stoomturbines met een maximale snelheid van 26,5 knopen. Het maximale bereik van 6000 zeemijlen wordt echter gehaald met een gemiddelde snelheid van 15 knopen.
In vredestijd telt het schip 627 bemanningsleden, waarvan 183 officierscadetten. Daarnaast is er ook ruimte voor vier Super Frelon-helikopters. In oorlogstijd wordt het aantal helikopters verdubbeld tot acht. Zowel in oorlogs- als vredestijd worden er ook kleinere helikopters van het type Alouette of Lynx ingeschakeld.
De Jeanne d'Arc werd gebouwd als vervanging voor de verouderde opleidingskruiser Jeanne d'Arc midden jaren 1950. Men besloot om het rompontwerp van de kruiser Colbert te gebruiken, waarbij de aandrijving enigszins verzwakt werd, ten voordele van het vliegdek van 61 meter, gelegen achter de brug. Het schip werd opgevat als een opleidingsschip dat in oorlogstijd eenvoudig omgevormd kon worden tot helikoptermoederschip voor antiduikbootoperaties, of tot landings- of transportvaartuig voor circa 700 soldaten.
De Jeanne d'Arc is inmiddels gesloopt na uit dienst te zijn gesteld op 7 juni 2010.